# The Beautiful Life
The Beautiful Life: TBL ist eine US-amerikanische Drama-Fernsehserie, die erstmals am 16. September 2009 auf den amerikanischen Sender The CW ausgestrahlt wurde. Die Hauptrollen übernahmen Mischa Barton, Corbin Bleu, Elle Macpherson und Sara Paxton. Die Serie handelt von einer Gruppe weiblichen und männlichen Models, die einen gemeinsamen Aufenthalt in New York City haben. Mike Kelley diente als Show Runner für die Serie. Diese basiert auf einem Skript des Schriftstellers und ehemaligen Models Adam Giaudrone. Ashton Kutcher ist der Produzent.

## Produktion
Der Sender The CW bestellte 13 Episoden für die erste Staffel.
Am 25. September 2009 wurde TBL nach den ersten zwei ausgestrahlten Episoden schon wieder abgesetzt, da die Quoten zu niedrig waren. Sechs volle Episoden waren bis dahin produziert. Die Kündigung kam während der Dreharbeiten zu der siebten Episode. Am 17. November 2009 berichtete die The New York Daily News, dass der Sender plant, die restlichen Folgen in den Sommermonaten auszustrahlen. Jedoch erklärte ein CW-Sprecher, dass der Status der noch nicht ausgestrahlten Episoden noch ermittelt werden müsse.
Die ersten fünf Episoden sind mittlerweile auf YouTube veröffentlicht worden.

## Episodenliste
| Folge | Originaltitel           | Erstausstrahlung            | Zuschauer (USA)          |
| ----- | ----------------------- | --------------------------- | ------------------------ |
| 1     | Pilot                   | 16. September 2009 (The CW) | 1,38 Mio.                |
| 2     | The Beautiful Aftermath | 23. September 2009 (The CW) | 1,04 Mio.                |
| 3     | The Beautiful Lie       | 16. Dezember 2009 (YouTube) | mehr als 800.000 Aufrufe |
| 4     | The Beautiful Triangle  | 18. Dezember 2009 (YouTube) | mehr als 650.000 Aufrufe |
| 5     | The Beautiful Campaign  | 18. Dezember 2009 (YouTube) | mehr als 800.000 Aufrufe |